# Arteriola eferent del glomèrul
Les arterioles eferents són vasos sanguinis que formen part del tracte urinari dels organismes. Eferent (del llatí ex + ferre) significa "sortint", en aquest cas significa portar la sang fora del glomèrul. Les arterioles eferents s'originen en els capil·lars del glomèrul, i s'enduen la sang del glomèrul que ja s'ha filtrat. Tenen un paper important en el manteniment de la taxa de filtració glomerular malgrat les fluctuacions de la pressió arterial.
Al ronyó dels mamífers segueixen dos cursos marcadament diferents, segons la localització dels glomèruls d'on sorgeixen.
Al ronyó dels mamífers, al voltant del 15% dels glomèruls es troben a prop del límit entre l'escorça renal i la medul·la renal i es coneixen com a glomèruls juxtamedul·lars. La resta són simplement glomèruls corticals indiferenciats.